# László Bodrogi
László Bodrogi (Budapest, Hungría, 11 de diciembre de 1976) es un ciclista francés.
Compitió con su nacionalidad húngara, hasta que en el mes de junio de 2009 se nacionalizó francés, compitiendo por primera vez como tal en la Dauphiné Libéré, y anunciando que participaría en los campeonatos nacionales de ese mismo mes aunque finalmente no lo hizo.

## Biografía

### Sub-23
Bodrogi en 1995 a la edad de 18 años, debido al traslado de su padre a Francia para trabajar como médico, empezó en Francia con el ciclismo donde vivió con su familia en Besançon, fue durante su carrera en la categoría de edad sub-23 donde corrió para el equipo francés CC Étupes. Ya en 1996 él pudo hacerse con su primer éxito en una carrera profesional. Un año más tarde él consiguió el segundo puesto en la París-Roubaix sub-23 así como la medalla de bronce en el campeonato de mundo sub-23 en 1997 en San Sebastián. Consiguió entrar en el Festina-loto con los profesionales. Sin embargo, él no pudo encontrar un lugar en 1998 con los profesionales. Compitió con la nacionalidad de Hungría en los Juegos Olímpicos de Atlanta 1996.

### Primeros años como profesional
Después de que él ganase en 1999 una etapa en el Tour de Gironde, pudo firmar desde septiembre un contrato hasta el final de la temporada con el pequeño equipo francés Saint Quentin Oktos MBK para luego cambiar al principio de la temporada 2000 al equipo más grande en aquel tiempo, el equipo italiano Mapei-Quick Step. Pudo proclamarse cinco veces campeón húngaro en contrarreloj), ganó etapas como en el Tour del Porvenir, en la Vuelta a Suecia así como en la Vuelta a Dinamarca. Él consiguió también el prólogo de la París-Niza. Además consiguió el tercer lugar en el Campeonato Mundial de 2000 en Plouay. Ese año participó en los Juegos Olímpicos de Sídney 2000.

### Quick Step-Davitamon
En los años 2003 y 2004 Bodrogi corrió para el sucesor indirecto del equipo Mapei-Quick Step, donde pudo seguir su carrera con una victoria de etapa durante los Tres Días de La Panne y los títulos de los campeonatos húngaros.

### Crédit Agricole
En la temporada 2005 Bodrogi cambió al equipo francés Crédit Agricole donde disputó la Tour de Luxemburgo ganando una etapa. En 2006, aparte de ganar el Campeonato de Hungría Contrarreloj y el de ruta, también ganó una etapa de la Vuelta a Austria. Un año más tarde consiguió la medalla de plata en el Campeonato del Mundo de Ciclismo de Contrarreloj en Stuttgart. Más tarde logró la victoria en la Crono de las Naciones.
En la temporada 2008 obtuvo la general de la montaña en la Tour de Luxemburgo así como una vez más el Campeonato de Hungría Contrarreloj. Ese año participó en los Juegos Olímpicos de Pekín 2008 en las dos especialidades de ciclismo en ruta.

## Palmarés
| 1996 (como amateur) - Campeonato de Hungría en Ruta 1997 (como amateur) - 3.º en el Campeonato de Hungría en Ruta - Campeonato de Hungría Contrarreloj 1998 (como amateur) - 2.º en el Campeonato de Hungría en Ruta - Campeonato de Hungría Contrarreloj - Chrono Champenois 1999 (como amateur) - Tour de Gironde 2000 - 1 etapa de la Vuelta a la Argentina - 1 etapa del Tour de Normandía - 1 etapa del Tour de Eslovenia - 1 etapa del Tour del Porvenir - Campeonato de Hungría Contrarreloj - Campeonato de Hungría en Ruta - 3.º en el Campeonato Mundial Contrarreloj 2001 - Giro Riviera Ligure Ponente, más 1 etapa - 1 etapa del Postgirot Open - Vuelta al Alentejo, más 1 etapa - 2 etapas del Tour del Porvenir - Campeonato de Hungría Contrarreloj 2002 - 1 etapa de la París-Niza - 1 etapa de la Vuelta a Dinamarca - Gran Premio Eddy Merckx (haciendo pareja con Fabian Cancellara) - Campeonato de Hungría Contrarreloj | 2003 - Campeonato de Hungría Contrarreloj 2004 - 1 etapa de los Tres Días de La Panne - Campeonato de Hungría Contrarreloj 2005 - Tour de Luxemburgo, más 1 etapa 2006 - 1 etapa de la Vuelta a Austria - Campeonato de Hungría en Ruta - Campeonato de Hungría Contrarreloj 2007 - Campeonato de Hungría Contrarreloj - 2.º en el Campeonato de Hungría en Ruta - 2.º en el Campeonato Mundial Contrarreloj - Chrono des Nations-Les Herbiers-Vendée 2008 - Campeonato de Hungría Contrarreloj 2010 - 3.º en el Campeonato de Francia Contrarreloj |

## Resultados en Grandes Vueltas y Campeonatos del Mundo
| Carrera              | Carrera              | 2000 | 2001 | 2002 | 2003  | 2004 | 2005  | 2006 | 2007 | 2008 | 2009 | 2010 | 2011 | 2012 |
| -------------------- | -------------------- | ---- | ---- | ---- | ----- | ---- | ----- | ---- | ---- | ---- | ---- | ---- | ---- | ---- |
|                      | Giro de Italia       | —    | —    | —    | —     | —    | —     | —    | 84.º | —    | —    | —    | —    | —    |
|                      | Tour de Francia      | —    | —    | 62.º | 108.º | —    | 119.º | —    | —    | —    | —    | —    | —    | —    |
|                      | Vuelta a España      | —    | —    | —    | —     | Ab.  | —     | 76.º | Ab.  | —    | —    | —    | —    | —    |
| Mundial en Ruta      | Mundial en Ruta      | —    | 93.º | Ab.  | 39.º  | —    | —     | 19.º | 70.º | —    | —    | —    | —    | —    |
| Mundial Contrarreloj | Mundial Contrarreloj | 3.º  | 5.º  | 4.º  | 14.º  | 20.º | —     | 19.º | 2.º  | —    | —    | —    | 22.º | —    |

—: no participa

Ab.: abandono

## Equipos
- Saint-Quentin-Oktos-MBK (1999)[1]
- Mapei-Quick Step (2000-2002)
- Quick Step-Davitamon (2003-2004)
- Crédit Agricole (2005-2008)
- Team Katusha (2009-2010)
- Team Type 1-Sanofi Aventis (2011-2012)